# Atena de Monpezat
Atena de Monpezat (Copenhague, 24 de janeiro de 2012), é um membro da família real dinamarquesa por nascimento, sendo a segunda criança nascida (única menina) do príncipe Joaquim da Dinamarca com a sua segunda esposa, a princesa Maria da Dinamarca.   Ela tem dois meio-irmãos mais velhos, Nicolau e Félix, frutos do casamento de seu pai com a condessa Alexandra de Frederiksborg, e um irmão mais velho por parte de pai e mãe, Henrique.
Atena é a neta mais jovem da rainha Margarida II, as outras são as princesas Isabel e Josefina, suas primas em primeiro grau, filhas do seu tio Frederico, Príncipe Herdeiro da Dinamarca.  Atena ocupa o 10º lugar na linha de sucessão ao trono dinamarquês e desde 2019 vive com os pais e o irmão maior Henrique na cidade de Paris. 

## Biografia

### Nascimento e batismo
Atena Margarida Francisca Maria (em dinamarquês:  Athena Marguerite Françoise Marie) nasceu no dia 24 de janeiro de 2012 às 8:27 horas (horário local dinamarquês) no Hospital de Rigshospitalet, localizado na cidade de Copenhaga na Dinamarca, pesando 2930 gramas e com 49 centímetros de comprimento.   
Foi batizada no dia 20 de maio de 2012, na Igreja Mogeltonder, em comunhão com a Igreja da Dinamarca. Nessa mesma igreja também foram batizados seus mais velhos, Félix e Henrique. 
Seu nome completo só foi anunciado neste dia conforme a tradição para as crianças nascidas dentro da família real dinamarquesa, sendo eles: 
- Athena: em homenagem à deusa grega Atena da sabedoria;
- Marguerite: em homenagem a sua avó paterna a rainha reinante Margarida II da Dinamarca.
- Françoise: em homenagem a sua avó materna, Françoise Grassiot.
- Marie: em homenagem a sua mãe.

Os seus padrinhos são: Gregory Grandet, Edouard Cavallier (ambos meio-irmãos de sua mãe),   Julie Mirabaud, Diego de Lavandeyra, Henriette Steenstrup e Carina Axelsson, esposa do primo de seu pai. 

### Educação
Em 11 de agosto de 2017, a Atena iniciou o seu ensino primário na Sankt Joseph Søstrenes Skole, uma escola católica particular localizada em Ordrup na cidade de Copenhaga; o seu irmão Henrique estudou na mesma escola.
Em 2019, depois da sua mudança para a cidade de Paris na França, foi matriculada na escola bilíngue particular "EIB Monceau", localizada no 8º distrito de Paris, ela frequenta a instituição ao lado lado de seu irmão Henry.
O seu idioma nativo é o dinamarquês, mas ela também tem contato direto com a língua inglesa e com a língua francesa, já que sua mãe é francesa. 

## Direitos sucessórios e deveres oficiais
Apesar de estar na linha de sucessão ao trono dinamarquês, ela não tem direitos e deveres com a Casa Real e não tem, assim, direito a receber um salário do Estado.

## Títulos
Quando nasceu, foi nomeada "Atena, Princesa da Dinamarca. Em 2008 sua avó concedeu a seus filhos e netos também o título de Conde e Condessa de Monpezat. Em setembro de 2022, sua avó decidiu que ela e seus três irmãos, a partir de 1º de janeiro de 2023, perderiam o título de "Príncipe" e "Princesa" e o direito ao tratamento de "Alteza Real".  
- 24 de janeiro de 2012 - 31 de dezembro de 2022: Sua Alteza, Princesa Atena da Dinamarca, Condessa de Monpezat
- 1º de janeiro de 2023 - presente: Sua Excelência, Condessa Atena de Monpezat